# Хиль, Степан Никитич
Степан Никитич Хиль (1897—1971) — полковник Советской Армии, участник Гражданской войны, подавления Кронштадтского восстания, Великой Отечественной войны.

## Биография
Родился 15 декабря 1897 года в деревне Козловичи (ныне — Брестский район Брестской области Белоруссии) в семье крестьянина-бедняка. В 1908 году окончил церковно-приходскую школу в родной деревне. В ноябре 1916 года Хиль был призван на службу в царскую армию, был рядовым 152-го пехотного полка.
С июня 1918 года — в Красной Армии. Участвовал в Гражданской войне на Восточном, Южном и Юго-Западном фронтах. В 1921 году окончил 3-ю пехотную школу в Смоленске. Принимал участие в подавлении Кронштадтского восстания, будучи курсантом 2-го полка отдельной сводной бригады курсантов. 17 марта 1921 года был легко ранен. За отличие в тех боях он был удостоен высшей в то время награды — ордена Красного Знамени РСФСР.
Служил в пограничных войсках, командовал взводом, затем стал начальником погранзаставы. В 1927 году окончил Высшую пограничную школу в Москве, после чего продолжал службу, был помощником уполномоченного, уполномоченным, помощником коменданта по секретно-оперативной части.
С первых дней Великой Отечественной войны — на её фронтах. 8 августа 1941 года был легко ранен. Принимал участие в боях на Ленинградском, Западном, Волховском, 2-м Прибалтийском, 1-м Белорусском фронтах. Служил на различных штабных должностях. Участвовал в боях на Карельском перешейке. В дальнейшем принимал участие в боях за освобождение Прибалтики, участвовал в планировании прорыва немецкой обороны на реке Вяйке в Эстонской ССР.
После окончания войны продолжал службу в Советской Армии, до 1949 года служил в составе Группы оккупационных советских войск в Германии, затем был переведён в Западно-Сибирский военный округ, где был назначен заместителем начальника курсов усовершенствования офицерского состава. В звании полковника был уволен в запас. Проживал в Смоленске, умер в 1971 году, похоронен на аллее Почёта Нового кладбища Смоленска.
Был награждён орденом Ленина (1945), тремя орденами Красного Знамени (1921, 1944, 1944), орденом Отечественной войны 1-й степени (29.7.1944), медалями «XX лет РККА» (1938), «За оборону Ленинграда» (1942), «За освобождение Варшавы» (1945), «За Победу над Германией» (1945), «30 лет Советской Армии и Флота» (1948), польской медалью «За Варшаву 1939—1945» и другими медалями.